# Hina (Cameroun)
Pour les articles homonymes, voir Hina.
Hina est une commune du Cameroun située dans la région de l'Extrême-Nord et le département du Mayo-Tsanaga.

## Population
Lors du recensement de 2005, la commune comptait 43 755 habitants, dont 3 901 pour Hina Ville.

## Structure administrative de la commune
Outre Hina proprement dit, la commune comprend notamment les villages suivants :
- Bamguel
- Bassara
- Bereng
- Djoho-Dagai
- Djoumdjoum
- Gamdougoum
- Gonozo
- Kaftaka
- Louguéré So'o
- Madama
- Mayo-Kaba
- Mayo-Mbana
- Mouldar
- Ouro Guertode
- Palva
- Panaï
- Panaka
- Windé
- Zouvoul